# Okres Sopron
Okres Sopron (maďarsky Soproni járás) se nachází v župě Győr-Moson-Sopron v Maďarsku. Od roku 2013 je sídlo okresu ve městě Sopron.

## Poloha
Okres se rozkládá v západní části župy v Malé dunajská kotlině, v nadmořské výšce zhruba 115–180 m. Samotné město je ve výšce zhruba 220 m n. m. Okresem ve směru západ–východ protéká říčka Ikva. Na západě a na severu hraničí s Rakouskem. Rozloha okresu je 867,75 km².

## Sídla
Okres tvoří tři města (Sopron, Fertőd a Fertőszentmiklós) a 36 obci. Přehled je uveden v tabulce, kde počet obyvatel je k 1. lednu 2012:
| Jméno obce       | Typ obce   | Obyvatel |  | – |  | Jméno obce   | Typ obce | Obyvatel |  | – |  | Jméno obce    | Typ obce | Obyvatel |
| ---------------- | ---------- | -------- |  | - |  | ------------ | -------- | -------- |  | - |  | ------------- | -------- | -------- |
| Sopron           | okr. město | 61 390   |  |   |  | Fertőhomok   | vesnice  | 638      |  |   |  | Petőháza      | vesnice  | 1 058    |
| Fertőd           | město      | 3 461    |  |   |  | Fertőrákos   | vesnice  | 2 144    |  |   |  | Pinnye        | vesnice  | 321      |
| Fertőszentmiklós | město      | 3 891    |  |   |  | Fertőszéplak | vesnice  | 1 318    |  |   |  | Pusztacsalád  | vesnice  | 246      |
| Nagycenk         | městys     | 1 957    |  |   |  | Gyalóka      | vesnice  | 63       |  |   |  | Répcevis      | vesnice  | 334      |
| Ágfalva          | vesnice    | 2 178    |  |   |  | Harka        | vesnice  | 1 919    |  |   |  | Röjtökmuzsaj  | vesnice  | 44       |
| Agyagosszergény  | vesnice    | 882      |  |   |  | Hegykő       | vesnice  | 1 405    |  |   |  | Sarród        | vesnice  | 1 175    |
| Csáfordjánosfa   | vesnice    | 209      |  |   |  | Hidegség     | vesnice  | 383      |  |   |  | Sopronhorpács | vesnice  | 824      |
| Csapod           | vesnice    | 523      |  |   |  | Iván         | vesnice  | 1 269    |  |   |  | Sopronkövesd  | vesnice  | 1 188    |
| Csér             | vesnice    | 33       |  |   |  | Kópháza      | vesnice  | 2 096    |  |   |  | Szakony       | vesnice  | 400      |
| Ebergőc          | vesnice    | 157      |  |   |  | Lövő         | vesnice  | 1 443    |  |   |  | Újkér         | vesnice  | 977      |
| Egyházasfalu     | vesnice    | 838      |  |   |  | Nagylózs     | vesnice  | 1 041    |  |   |  | Und           | vesnice  | 315      |
| Fertőboz         | vesnice    | 258      |  |   |  | Nemeskér     | vesnice  | 213      |  |   |  | Völcsej       | vesnice  | 387      |
| Fertőendréd      | vesnice    | 589      |  |   |  | Pereszteg    | vesnice  | 1 405    |  |   |  | Zsira         | vesnice  | 782      |

V okrese v lednu 2012 žilo celkem 100 155 obyvatel, pracujících především v zemědělství (ovoce, vinná réva, pšenice, kukuřice) a v živočišné výrobě. Někteří dojíždějí za prací do Rakouska.

## Dopravní spojení
Okresem prochází hlavní silnice č. 84 od hranice s Rakouskem směrem k Balatonu a z ní odbočuje silnice č. 85 směrem na Győr a Budapešť. Také je tu i železniční spojení na trati ze Soproně do Győru a nebo do Szombathely.